# Álvaro Arroyo
Álvaro Arroyo Martínez, né le 22 juillet 1990 à Madrid, est un footballeur espagnol évoluant au poste d'arrière droit ou de défenseur central.

## Biographie
Né à Madrid, Álvaro Arroyo est formé au Rayo Vallecano, un club de la capitale espagnole. Il entame sa carrière professionnelle en 2007 avec l'équipe réserve qui évolue en Tercera División.
Après deux années passées au Vallecano, Arroyo rejoint un autre club madrilène, le Getafe CF. Il intègre dans un premier temps la réserve du club avec laquelle il joue 71 matchs pour un but.
Profitant d'une série de blessures lors de la saison 2011-2012, Arroyo est convoqué dans le groupe professionnel par Luis García. Le 10 avril 2012, il dispute son premier match de Liga en remplaçant Pedro Ríos contre le FC Barcelone.
Au mercato d'été 2012, Arroyo est prêté une saison à l'AD Alcorcón. Il ne joue que six matchs, avant de retourner à Getafe.
Arroyo gagne en temps de jeu durant la saison 2013-2014, en participant à 17 rencontres de Liga. Il marque un but en championnat le 26 septembre 2013, lors d'une victoire 2-0 face au Celta Vigo.
Au mois de juin 2015, Arroyo quitte Getafe après l'expiration de son contrat, et reste sans club pendant un an. Il signe finalement à l'Albacete Balompié en juillet 2016.